# Microthyrium microscopicum
Microthyrium microscopicum är en svampart som beskrevs av Desm. 1841. Microthyrium microscopicum ingår i släktet Microthyrium och familjen Microthyriaceae.   Inga underarter finns listade i Catalogue of Life.